# Titus Quinctius Capitolinus Barbatus (consul en -421)
Pour les articles homonymes, voir Quinctius Capitolinus.
Titus Quinctius Capitolinus Barbatus est un homme politique de la République romaine, consul en 421 av. J.-C. et tribun consulaire en 405 av. J.-C.

## Famille
Il est membre des Quinctii Capitolini, branche patricienne de la gens Quinctia. Il est le fils de Titus Quinctius Capitolinus Barbatus, élu six fois consul entre 471 et 439 av. J.-C. Son nom complet est Titus Quinctius T.f. L.n. Capitolinus Barbatus.

## Biographie

### Consulat (421)
Titus Quinctius devient consul en 421 av. J.-C. avec Numerius Fabius Vibulanus pour collègue. Numerius Fabius prend le commandement militaire contre le Èques qu'il défait et rentre à Rome en célébrant une ovation,.
À Rome, les consuls projettent de doubler le nombre de questeurs, qui passerait de deux à quatre. Les deux questeurs supplémentaires auraient pour mission de suppléer les consuls dans la gestion des opérations militaires. Cette proposition provoque des tensions entre les tribuns de la plèbe et le Sénat, les premiers souhaitant qu'une partie des questeurs soient issus de la plèbe. Le Sénat accorde finalement que l'élection se fasse sur le modèle de celle des tribuns consulaires, autorisant les candidats plébéiens, bien que dans les faits, les tribuns consulaires sont très majoritairement issus du patriciat. Les tribuns de la plèbe rejettent cette concession et le projet des consuls est abandonné. Néanmoins, les tensions à la fin de leur mandat sont telles qu'il est nécessaire de nommer un interroi afin d'assurer de nouvelles élections consulaires. Lucius Papirius Mugillanus qui est élu pour cette fonction parvient à assurer l'élection de tribuns consulaires.

### Tribunat consulaire (405)
Titus Quinctius est élu tribun consulaire en 405 av. J.-C. avec Lucius Furius Medullinus, Manius Aemilius Mamercinus, Aulus Manlius Vulso Capitolinus, Quintus Quinctius Cincinnatus et Caius Iulius Iullus pour collègues. Les tribuns doivent se répartir sur les différents fronts, Rome étant alors en guerre contre les Étrusques de Véies au nord et contre les Volsques au sud. Les troupes romaines débutent le siège de Véies qui va durer dix ans selon la tradition,.